# ديف باتون
ديف باتون (بالإنجليزية: Dave Batton)‏ مواليد 26 مارس 1956 في بالتيمور، هو لاعب كرة سلة أمريكي معتزل. بدأ مسيرته الاحترافية في سنة 1978. تم اختياره من قبل فريق بروكلين نتس خلال الدرافت. يبلغ طوله 6 قدم 10 بوصة (2.1 م). اعتزل اللعب في 1983.

## المسيرة الاحترافية
لعب مع بالاكانسترو كانتو في الدوري الإيطالي في موسم 1978–1979، ثم لعب مع منز سانا 1871 باسكت في موسم 1980–1981، ثم لعب مع واشنطن ويزاردز في موسم 1982–1983، ثم لعب مع سان أنطونيو سبرز في سنة 1983.

## روابط خارجية
- ديف باتون على موقع إن بي أي (الإنجليزية)
- ديف باتون على موقع سبورتس رفرنس (الإنجليزية)
- ديف باتون على موقع كلية كرة السلة في سبورتس رفرنس.كوم (الإنجليزية)
- ديف باتون على موقع ريلجم (الإنجليزية)
- ديف باتون على موقع بروبوليرز (الإنجليزية)